# جولی فلیکس
جولی فلیکس (انگلیسی: Julie Felix; ۱۴ ژوئن ۱۹۳۸ – ۲۲ مارس ۲۰۲۰) خوانندگی، گیتارنواز، ترانه‌پرداز اهل ایالات متحده آمریکا بود. وی بین سال‌های ۱۹۶۳ تا ۲۰۲۰ میلادی فعالیت می‌کرد.
از فیلم‌ها یا برنامه‌های تلویزیونی که وی در آن نقش داشته‌است می‌توان به فابیان اشاره کرد.